# Elección de la Cámara de Consejeros de Japón de 2007

Resultados de las elecciones.

La elección de la Cámara de Consejeros, la cámara alta de la legislatura en Japón, fue realizado el 29 de julio de 2007. Fue la primera vez que el primer ministro Shinzō Abe se enfrentaría a una elección. Originalmente esta elección se realizaría el 22 de julio, pero el gobernante Partido Liberal Democrático decidió a mediados de junio en extender la sesión de la Cámara por una semana para terminar con la sesión legislativa; esta acción fue criticado por el corto tiempo que restaba para realizar la elección.
La Cámara de Consejeros se compone de 242 miembros y tienen un período de seis años en el cargo. Aproximadamente la mitad de éstos son elegidos cada tres años. La última elección se realizó en 2004 cuando Junichiro Koizumi, el predecesor de Abe, estaba en el cargo como primer ministro.
La Cámara finalizó su sesión número 166 el 5 de julio de 2007, marcando el comienzo no oficial de la campaña. Oficialmente comenzó el 12 de julio.